# Ле Ван Тхы
Ле Ван Тхы (вьет. Lê Văn Thử; 1906 (или 1905) — 1969) — деятель вьетнамского коммунистического и троцкистского движений, публицист. В конце 1920-х годов уехал во Францию, где учился в лицее Экс-ан-Прованса, а затем Авиньона. В мае 1930 года выслан из Франции за участие в митинге перед Елисейским дворцом в Париже. Первоначально член Французской коммунистической партии, а затем Коммунистической партии Индокитая. Был одним из основателей группы «Ля Лютт». Позже солидаризовался с позицией троцкистов. В 1936—1939 годах один из активных членов троцкистского профсоюзного движения. После 1945 года отказывается от троцкизма. После захвата Юга Вьетнама французами выступает в прессе против отделения, вследствие чего подвергался преследованию. При режиме Нго Динь Зьема Ле Ван Тхы был главным редактором неоднократно подвергавшейся репрессиям газеты «Тиентху» («Tiến thủ»).
Автор ряда работ, в том числе:
- Lê Văn Thử. Mười chín sinh viên Việt Nam bị trục xuất (Девятнадцать высланных вьетнамских студентов). s.l., 1949.
- Lê Văn Thử. Hội kín Nguyễn An Ninh (Тайное общество Нгуен Ан Ниня) Sài Gòn, 1952 (?).
- Lê Văn Thử. Tôi bị đày Bà Rá (Я в ссылке в Бара) . Sài Gòn, 1949.